# Potok (przystanek kolejowy)
Potok – przystanek kolejowy w Potoku Wielkim, w województwie świętokrzyskim, w Polsce.

## Ruch pasażerski[1]
| Rok  | Wymiana pasażerska na dobę |
| ---- | -------------------------- |
| 2017 | 20-49                      |
| 2018 | 20-49                      |
| 2019 | 20-49                      |
| 2020 | 20-49                      |
| 2021 | 20-49                      |
| 2022 | 50-99                      |
| 2023 | 50-99                      |

## Krótki opis
Na budynku stacji od strony północnej (obok dawnego wejścia do poczekalni) znajduje się tablica upamiętniająca wkład Ludowego Wojska Polskiego w budowę Linii Hutniczo-Siarkowej. Na stacji zatrzymują się pociągi osobowe do Kielc, Kozłowa, Krakowa.